# カレン・ジョーンズ
カレン・アンドリュー・ジョーンズ（Cullen Andrew Jones、1984年2月29日 - ）は、アメリカ合衆国ニューヨーク市ブロンクス区出身の男子競泳選手。専門は自由形。競泳の世界記録を樹立した史上初の黒人男子選手であり、オリンピックの競泳競技で金メダルを獲得した史上2人目のアメリカ黒人選手である。

## 経歴

### 生い立ち
父ロナルドと母デブラの一人息子としてニューヨーク市ブロンクス区に生まれ、子供の頃にニュージャージー州アービントンへ引っ越した。5歳の時に家族でペンシルベニア州のドーニーパーク&ワイルドウォーター・キングダムに遊びに行った際に、浮き輪に乗って滑るウォータースライダーで浮き輪が転覆。約30秒間水の中にいたジョーンズはライフガードの蘇生処置で助かり、それを見た母親が水泳のレッスンを受けさせることを決めた。水に対する恐怖心を克服するのに5人のインストラクターを要したが、やがて8歳までには競泳選手としてのキャリアをスタートさせた。
小さい頃は体操とバスケットボールをやっていて、体操は競泳を始めた頃にやめたが、バスケットボールは15歳くらいまで続けた。最終的に1つのスポーツに集中するために競泳を選択したが、もしも競泳選手ではなかったらバスケットボール選手になっていたという。

### ノースカロライナ州立大学での成績
バスケットボール好きのジョーンズはマイケル・ジョーダンを見て育ったため、当初はノースカロライナ大学チャペルヒル校に進学してターヒールズの一員になることを望んでいた。しかし、事前に下見で大学を訪れた際に自分には合わないと感じ、最終的にノースカロライナ州立大学に進学した。
ウルフパックの一員となったジョーンズは特に50yで強さを発揮し、2006年に黒人男子選手史上2人目のNCAA選手権個人種目優勝、2004年からACC選手権を3連覇、2005年と2006年にオール・アメリカに選出されるなど活躍した。また、2005年にはユニバーシアード50m自由形で優勝し（準決勝で大会新記録を樹立）、ユニバーシアード競泳競技で金メダルを獲得した史上初のアメリカ黒人男子選手となった。
その後2006年にプロに転向して休学したジョーンズは2018年に大学を卒業した。

### 2006年全米選手権
全米選手権の50m自由形を史上10人目の22秒切り（21秒94）で制し、全米タイトルを獲得した史上2人目の黒人選手となった（1人目はアンソニー・アービン）。

### 2006年パンパシフィック選手権
ビクトリアで開催されたパンパシフィック選手権に出場し、50m自由形と4×100mフリーリレーの2冠を達成した。50m自由形では大会史上初の22秒切り(21秒84)で優勝。第3泳を務めた4×100mフリーリレーは47秒96をマークし、第1泳のマイケル・フェルプス（48秒83）、第2泳のニール・ウォーカー（47秒89）、第4泳のジェイソン・レザック（47秒78）と共に3分12秒46の世界新記録（当時）を樹立して優勝した。これによりジョーンズは世界記録を樹立した史上初の黒人男子選手、長水路の世界記録を樹立した史上初のアメリカ黒人選手となった。

### 2007年世界選手権
メルボルンで開催された世界選手権に出場し、50m自由形で銀メダルを獲得（1位と0秒06差）、1年前のパンパシフィック選手権と同じメンバーで臨んだ4×100mフリーリレーは世界記録（3分12秒46）に迫る3分12秒72の大会新記録（当時）で優勝を飾った。

### 2008年全米オリンピック選考会
100m自由形決勝で48秒35の自己ベストをマークするも、ギャレット・ウェーバー＝ゲール（47秒92）、ジェイソン・レザック（48秒05）に次ぐ3位に終わった。50m自由形では予選で21秒59のアメリカ新記録（当時）を樹立するも、準決勝21秒71、決勝21秒81とラウンド毎にタイムを落とし、ギャレット・ウェーバー＝ゲール（21秒47）、ベン・ワイルドマン＝トブリナー（21秒65）に次ぐ3位に終わった。この結果、個人種目での代表の座は逃すもリレー要員としてオリンピックアメリカ代表に選出された。過去にオリンピックの競泳アメリカ代表に選出された黒人選手は2000年シドニー大会のアンソニー・アービンと2004年アテネ大会のマリッツァ・コレイアしかおらず、ジョーンズが史上3人目の選手となった。

### 2008年オリンピック
北京で開催されたオリンピックの4×100mフリーリレーに出場すると、第2泳を務めた予選は47秒61をマークし、第1泳のネイサン・エイドリアン（48秒82）、第3泳のベン・ワイルドマン＝トブリナー（48秒03）、第4泳のマシュー・グレイバーズ（47秒77）と共に3分12秒23の世界新記録を樹立して決勝に進出した。ジョーンズ以外の3人を入れ替えた決勝は第3泳で47秒65をマークし、第1泳のマイケル・フェルプス（47秒51）、第2泳のギャレット・ウェーバー＝ゲール（47秒02）、第4泳のジェイソン・レザック（46秒06）と共に予選での記録を大幅に更新する3分08秒24の世界新記録を樹立して金メダルを獲得した。これによりジョーンズはオリンピックの競泳競技で金メダルを獲得した史上2人目のアメリカ黒人選手となった（1人目はアンソニー・アービン）。

### 2009年全米選手権

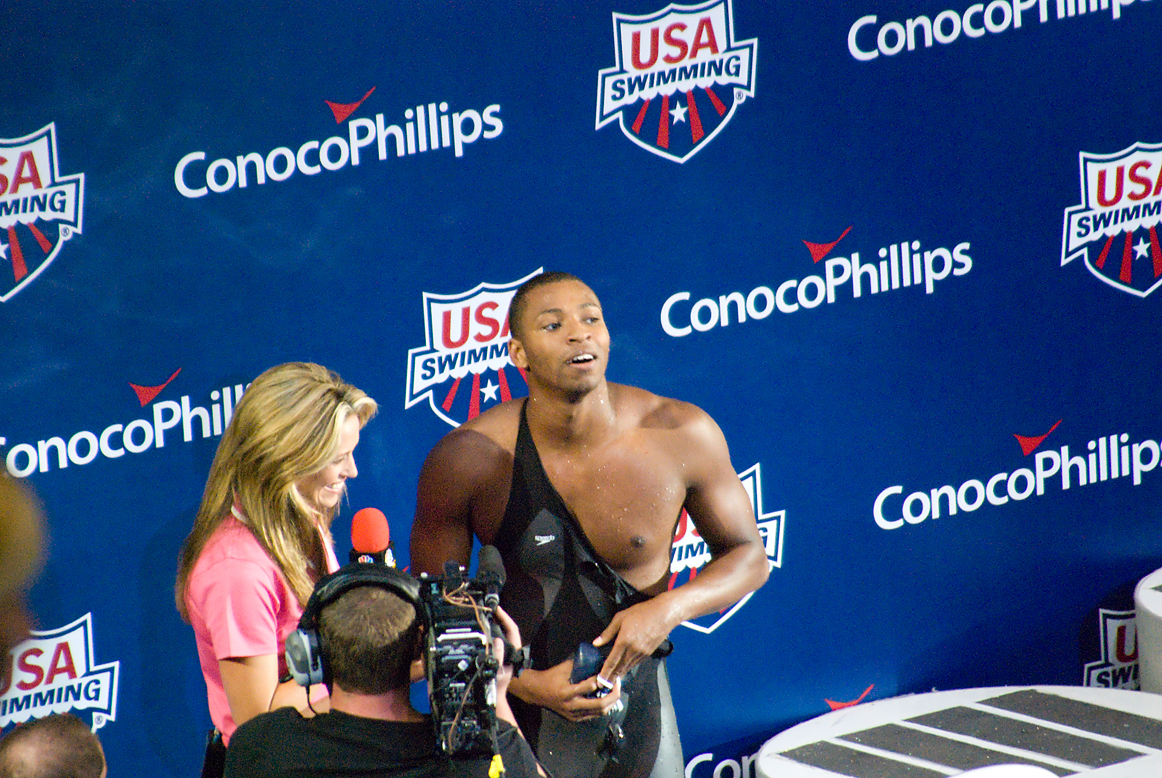
2009年全米選手権

100m自由形は48秒31で5位に終わった。50m自由形はギャレット・ウェーバー＝ゲールと同着の2位（21秒55）となり、世界選手権50m自由形の代表の座をかけてスイムオフに回ることになった。迎えたスイムオフはギャレット・ウェーバー＝ゲールの持つアメリカ記録を0秒06更新する21秒41で勝利した。

### 2009年世界選手権
ローマで開催された世界選手権は50m自由形と4×100mフリーリレーに出場した。50m自由形では準決勝で21秒40のアメリカ新記録（当時）を樹立したが、決勝は21秒47で5位に終わりメダルを逃した（3位と0秒22差）。なお、このアメリカ記録は2015年にネイサン・エイドリアンによって更新された。4×100mフリーリレーでは第4泳を務め、47秒台をマークして全体4位（3分11秒64）での決勝進出に貢献した。予選だけの出場に終わったがアメリカが優勝したためジョーンズも金メダルを獲得した。

### 2012年全米オリンピック選考会
100m自由形ではネイサン・エイドリアンと0秒36差の2位（48秒46）、50m自由形ではアンソニー・アービンを0秒01抑えて優勝し（21秒59）、2大会連続となるオリンピックアメリカ代表の座を掴んだ。

### 2012年オリンピック
ロンドンで開催されたオリンピックに出場すると、第3泳を務めた4×100mフリーリレーは47秒60をマークし、第1泳のネイサン・エイドリアン（47秒89）、第2泳のマイケル・フェルプス（47秒15）、第4泳のライアン・ロクテ（47秒74）と共に銀メダルを獲得した。オリンピックの個人種目初出場となった50m自由形はフローラン・マナドゥと0秒20差の2位に入り、個人種目で初のメダルとなる銀メダルを獲得した。4×100mメドレーリレーは自由形の第4泳を務め、48秒12をマークして全体1位（3分32秒65）での決勝進出に貢献した。予選だけの出場に終わったがアメリカが優勝したためジョーンズも金メダルを獲得した。

### 2016年全米オリンピック選考会
100m自由形は49秒96で予選29位、50m自由形は2位のアンソニー・アービン（21秒52）と0秒23差の3位に終わり、3大会連続となるオリンピックアメリカ代表の座を逃した。

### 2020年
トップレベルの競争から退くことを発表した。

## 水泳の普及活動

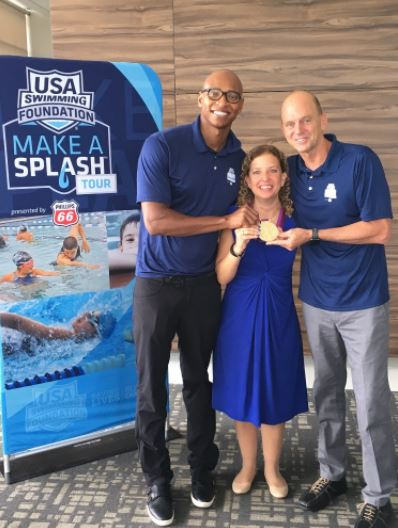
2017年のメイク・ア・スプラッシュ・ツアー

アメリカの14歳未満の子供の死亡事故の原因第2位が溺死だと知ったことがきっかけとなり、アメリカ水泳財団が2007年に立ち上げたプログラム「メイク・ア・スプラッシュ（Make a Splash）」のアンバサダーを2008年から務めている。同財団はアメリカ国民の恵まれない人々や少数派の人々に命を救う水泳技術を教える非営利のスポーツ団体で、毎年アメリカ各地の都市に訪れて若者（黒人やラテン系の子供たち）に水泳のレッスンを行う「メイク・ア・スプラッシュ・ツアー」を行っている。

## 人物
- ブレイクダンスが人気の地域の出身ということもあり、子供の頃はヒップホップのブレイクダンサーになる夢を持っていた[40]。
- 左腕には2008年北京オリンピックと2012年ロンドンオリンピックをテーマにしたタトゥーを入れている[2]。
- 尊敬する人物はバスケットボール選手のマイケル・ジョーダンとコビー・ブライアント[14]。

## 家族
- 父のロナルドはブロンクス・コミュニティ・カレッジ（英語版）の優秀なバスケットボール選手だった。2000年に肺がんで亡くなったが、ロナルド自身は非喫煙者だったものの両親が1日にたばこ4箱吸うほどのヘビースモーカーだったという。ジョーンズの背中には大きな十字架と父親の選手時代の背番号である41のタトゥーが入っている[41][3]。
- 2007年に東インド人のルピと結婚し、2019年に息子のAyvnが誕生した[2][42]。

## 成績

### 主要国際大会
世界水泳連盟のウェブサイト参照
| 年                 | 大会                   | 場所               | 種目                 | 結果               | 記録               | 泳順               | 備考                   |
| アメリカ合衆国代表 | アメリカ合衆国代表     | アメリカ合衆国代表 | アメリカ合衆国代表   | アメリカ合衆国代表 | アメリカ合衆国代表 | アメリカ合衆国代表 | アメリカ合衆国代表     |
| ------------------ | ---------------------- | ------------------ | -------------------- | ------------------ | ------------------ | ------------------ | ---------------------- |
| 2005               | ユニバーシアード       | イズミル           | 50m自由形            | 金メダル           | 22秒22             |                    | 準決勝22秒17：大会記録 |
| 2006               | 世界短水路選手権       | 上海               | 50m自由形            | 銀メダル           | 21秒52             |                    | 準決勝21秒31：大会記録 |
| 2006               | 世界短水路選手権       | 上海               | 4x100mフリーリレー   | 予選3位            | 3分12秒76          | 1泳                |                        |
| 2006               | パンパシフィック選手権 | ビクトリア         | 50m自由形            | 金メダル           | 21秒84             |                    | 大会記録               |
| 2006               | パンパシフィック選手権 | ビクトリア         | 100m自由形           | B決勝1位           | 49秒68             |                    |                        |
| 2006               | パンパシフィック選手権 | ビクトリア         | 4x100mフリーリレー   | 金メダル           | 3分12秒46          | 3泳                | 世界記録               |
| 2007               | 世界選手権             | メルボルン         | 50m自由形            | 銀メダル           | 21秒94             |                    |                        |
| 2007               | 世界選手権             | メルボルン         | 4x100mフリーリレー   | 金メダル           | 3分12秒72          | 3泳                | 大会記録               |
| 2008               | オリンピック           | 北京               | 4x100mフリーリレー   | 金メダル           | 3分08秒24          | 3泳                | 世界記録               |
| 2009               | 世界選手権             | ローマ             | 50m自由形            | 5位                | 21秒47             |                    |                        |
| 2009               | 世界選手権             | ローマ             | 4x100mフリーリレー   | 予選4位            | 3分11秒64          | 4泳                |                        |
| 2010               | パンパシフィック選手権 | アーバイン         | 50m自由形            | 6位                | 22秒10             |                    |                        |
| 2010               | パンパシフィック選手権 | アーバイン         | 100m自由形           | 予選24位           | 50秒14             |                    |                        |
| 2010               | パンパシフィック選手権 | アーバイン         | 50mバタフライ        | 5位                | 23秒50             |                    |                        |
| 2011               | 世界選手権             | 上海               | 50m自由形            | 予選20位           | 22秒37             |                    |                        |
| 2011               | 世界選手権             | 上海               | 50mバタフライ        | 予選23位           | 24秒19             |                    |                        |
| 2012               | オリンピック           | ロンドン           | 50m自由形            | 銀メダル           | 21秒54             |                    |                        |
| 2012               | オリンピック           | ロンドン           | 100m自由形           | 準決勝14位         | 48秒60             |                    |                        |
| 2012               | オリンピック           | ロンドン           | 4x100mフリーリレー   | 銀メダル           | 3分10秒38          | 3泳                |                        |
| 2012               | オリンピック           | ロンドン           | 4x100mメドレーリレー | 予選1位            | 3分32秒65          | 4泳                |                        |
| 2014               | パンパシフィック選手権 | ゴールドコースト   | 50m自由形            | 予選10位           | 22秒49             |                    |                        |
| 2014               | パンパシフィック選手権 | ゴールドコースト   | 100m自由形           | 予選33位           | 50秒68             |                    |                        |
| 2015               | パンアメリカン競技大会 | トロント           | 50m自由形            | 5位                | 22秒23             |                    |                        |
| 2015               | パンアメリカン競技大会 | トロント           | 100m自由形           | 予選11位           | 50秒09             |                    |                        |
| 2015               | パンアメリカン競技大会 | トロント           | 4x100mフリーリレー   | 銅メダル           | 3分16秒21          | 3泳                |                        |

### 全米オリンピック選考会
| 年   | 場所         | 種目       | 結果     | 記録   | 備考                     | 脚注   |
| ---- | ------------ | ---------- | -------- | ------ | ------------------------ | ------ |
| 2004 | ロングビーチ | 50m自由形  | 予選30位 | 23秒48 |                          | [ 45 ] |
| 2008 | オマハ       | 50m自由形  | 銅メダル | 21秒81 | 予選21秒59：アメリカ記録 | [ 46 ] |
| 2008 | オマハ       | 100m自由形 | 銅メダル | 48秒35 |                          | [ 46 ] |
| 2012 | オマハ       | 50m自由形  | 金メダル | 21秒59 |                          | [ 47 ] |
| 2012 | オマハ       | 100m自由形 | 銀メダル | 48秒46 |                          | [ 47 ] |
| 2016 | オマハ       | 50m自由形  | 銅メダル | 21秒75 |                          | [ 48 ] |
| 2016 | オマハ       | 100m自由形 | 予選29位 | 49秒96 |                          | [ 48 ] |

### 大学の主要大会
yはヤードを意味する。全て短水路の記録。
| 年                       | 大会                     | 場所                     | 種目                     | 結果                     | 記録                     | 泳順                     | 備考                     | 脚注                     |
| ノースカロライナ州立大学 | ノースカロライナ州立大学 | ノースカロライナ州立大学 | ノースカロライナ州立大学 | ノースカロライナ州立大学 | ノースカロライナ州立大学 | ノースカロライナ州立大学 | ノースカロライナ州立大学 | ノースカロライナ州立大学 |
| ------------------------ | ------------------------ | ------------------------ | ------------------------ | ------------------------ | ------------------------ | ------------------------ | ------------------------ | ------------------------ |
| 2003                     | ACC選手権                | チャペルヒル             | 50y自由形                | 6位                      | 20秒35                   |                          |                          | [ 49 ]                   |
| 2003                     | ACC選手権                | チャペルヒル             | 100y自由形               | B決勝1位                 | 45秒00                   |                          |                          | [ 49 ]                   |
| 2003                     | ACC選手権                | チャペルヒル             | 4x50yフリーリレー        | 4位                      | 1分21秒38                | 3泳                      |                          | [ 49 ]                   |
| 2003                     | ACC選手権                | チャペルヒル             | 4x50yメドレーリレー      | 銀メダル                 | 1分28秒45                | 4泳                      |                          | [ 49 ]                   |
| 2003                     | ACC選手権                | チャペルヒル             | 4x100yメドレーリレー     | 6位                      | 3分18秒15                | 4泳                      |                          | [ 49 ]                   |
| 2004                     | ACC選手権                | シャーロッツビル         | 50y自由形                | 金メダル                 | 19秒70                   |                          |                          | [ 50 ]                   |
| 2004                     | ACC選手権                | シャーロッツビル         | 100y自由形               | 金メダル                 | 43秒59                   |                          |                          | [ 50 ]                   |
| 2004                     | ACC選手権                | シャーロッツビル         | 100yバタフライ           | 8位                      | 48秒84                   |                          |                          | [ 50 ]                   |
| 2004                     | ACC選手権                | シャーロッツビル         | 4x50yフリーリレー        | 銅メダル                 | 1分20秒76                | 4泳                      |                          | [ 50 ]                   |
| 2004                     | ACC選手権                | シャーロッツビル         | 4x100yフリーリレー       | 7位                      | 3分01秒96                | 1泳                      |                          | [ 50 ]                   |
| 2004                     | ACC選手権                | シャーロッツビル         | 4x50yメドレーリレー      | 銀メダル                 | 1分28秒95                | 4泳                      |                          | [ 50 ]                   |
| 2004                     | ACC選手権                | シャーロッツビル         | 4x100yメドレーリレー     | 4位                      | 3分19秒67                | 4泳                      |                          | [ 50 ]                   |
| 2005                     | ACC選手権                | アトランタ               | 50y自由形                | 金メダル                 | 19秒61                   |                          |                          | [ 51 ]                   |
| 2005                     | ACC選手権                | アトランタ               | 100y自由形               | 銀メダル                 | 43秒88                   |                          |                          | [ 51 ]                   |
| 2005                     | ACC選手権                | アトランタ               | 100yバタフライ           | B決勝8位                 | 49秒80                   |                          |                          | [ 51 ]                   |
| 2005                     | ACC選手権                | アトランタ               | 4x50yフリーリレー        | 銅メダル                 | 1分19秒79                | 4泳                      |                          | [ 51 ]                   |
| 2005                     | ACC選手権                | アトランタ               | 4x100yフリーリレー       | 銀メダル                 | 2分58秒65                | 4泳                      |                          | [ 51 ]                   |
| 2005                     | ACC選手権                | アトランタ               | 4x50yメドレーリレー      | 金メダル                 | 1分27秒46                | 4泳                      | ACC記録                  | [ 51 ]                   |
| 2005                     | ACC選手権                | アトランタ               | 4x100yメドレーリレー     | 決勝失格                 | DSQ                      | 4泳                      |                          | [ 51 ]                   |
| 2005                     | NCAA選手権               | ミネアポリス             | 50y自由形                | 13位                     | 19秒83                   |                          |                          | [ 53 ]                   |
| 2005                     | NCAA選手権               | ミネアポリス             | 100y自由形               | 予選41位                 | 44秒64                   |                          |                          | [ 53 ]                   |
| 2005                     | NCAA選手権               | ミネアポリス             | 4x50yフリーリレー        | 17位                     | 1分21秒29                | 2泳                      |                          | [ 53 ]                   |
| 2005                     | NCAA選手権               | ミネアポリス             | 4x100yフリーリレー       | 予選失格                 | DSQ                      | 1泳                      |                          | [ 53 ]                   |
| 2005                     | NCAA選手権               | ミネアポリス             | 4x50yメドレーリレー      | 順位決定戦失格           | DSQ                      | 4泳                      |                          | [ 53 ]                   |
| 2005                     | NCAA選手権               | ミネアポリス             | 4x100yメドレーリレー     | 予選失格                 | DSQ                      | 4泳                      |                          | [ 53 ]                   |
| 2006                     | ACC選手権                | シャーロッツビル         | 50y自由形                | 金メダル                 | 19秒07                   |                          | ACC記録                  | [ 55 ]                   |
| 2006                     | ACC選手権                | シャーロッツビル         | 100y自由形               | 金メダル                 | 43秒35                   |                          |                          | [ 55 ]                   |
| 2006                     | ACC選手権                | シャーロッツビル         | 100yバタフライ           | 9位                      | 48秒75                   |                          |                          | [ 55 ]                   |
| 2006                     | ACC選手権                | シャーロッツビル         | 4x50yフリーリレー        | 銀メダル                 | 1分19秒95                | 4泳                      |                          | [ 55 ]                   |
| 2006                     | ACC選手権                | シャーロッツビル         | 4x100yフリーリレー       | 銀メダル                 | 2分57秒47                | 4泳                      |                          | [ 55 ]                   |
| 2006                     | ACC選手権                | シャーロッツビル         | 4x50yメドレーリレー      | 金メダル                 | 1分26秒88                | 4泳                      | ACC記録                  | [ 55 ]                   |
| 2006                     | ACC選手権                | シャーロッツビル         | 4x100yメドレーリレー     | 銅メダル                 | 3分14秒24                | 4泳                      |                          | [ 55 ]                   |
| 2006                     | NCAA選手権               | アトランタ               | 50y自由形                | 金メダル                 | 19秒18                   |                          |                          | [ 57 ]                   |
| 2006                     | NCAA選手権               | アトランタ               | 100y自由形               | 予選35位                 | 44秒23                   |                          |                          | [ 57 ]                   |
| 2006                     | NCAA選手権               | アトランタ               | 4x50yメドレーリレー      | B決勝5位                 | 1分28秒02                | 4泳                      |                          | [ 57 ]                   |

## 記録

### 樹立した世界記録
|   | 種目               | 記録      | 日付          | 泳順 | 大会                   | 場所       | 脚注   |
| - | ------------------ | --------- | ------------- | --- | ---------------------- | ---------- | ------ |
| 1 | 4x100mフリーリレー | 3分12秒46 | 2006年8月19日 | 1.マイケル・フェルプス 2.ニール・ウォーカー 3.カレン・ジョーンズ 4.ジェイソン・レザック                 | パンパシフィック選手権 | ビクトリア | [ 13 ] |
| 2 | 4x100mフリーリレー | 3分12秒23 | 2008年8月10日 | 1.ネイサン・エイドリアン 2.カレン・ジョーンズ 3.ベン・ワイルドマン＝トブリナー 4.マシュー・グレイバーズ | オリンピック（予選）   | 北京       | [ 22 ] |
| 3 | 4x100mフリーリレー | 3分08秒24 | 2008年8月11日 | 1.マイケル・フェルプス 2.ギャレット・ウェーバー＝ゲール 3.カレン・ジョーンズ 4.ジェイソン・レザック     | オリンピック（決勝）   | 北京       | [ 23 ] |

### 樹立したアメリカ記録（個人種目）
|   | 種目      | 記録   | 日付          | 大会                   | 場所               | 脚注   |
| - | --------- | ------ | ------------- | ---------------------- | ------------------ | ------ |
| 1 | 50m自由形 | 21秒59 | 2008年6月29日 | 全米オリンピック選考会 | オマハ             | [ 20 ] |
| 2 | 50m自由形 | 21秒41 | 2009年7月7日  | 全米選手権             | インディアナポリス | [ 26 ] |
| 3 | 50m自由形 | 21秒40 | 2009年8月1日  | 世界選手権             | ローマ             | [ 28 ] |

### 自己ベスト
世界水泳連盟とSwimRankings.net参照
| 種目           | 記録   | 日付           | 大会                      | 備考           |
| 長水路         | 長水路 | 長水路         | 長水路                    | 長水路         |
| -------------- | ------ | -------------- | ------------------------- | -------------- |
| 50m自由形      | 21秒40 | 2009年7月31日  | 世界選手権                | 元アメリカ記録 |
| 100m自由形     | 48秒31 | 2009年7月10日  | 全米選手権                |                |
| 50mバタフライ  | 23秒26 | 2017年6月28日  | 全米選手権                |                |
| 100mバタフライ | 53秒20 | 2017年6月16日  | NC TAC TYR Triangle Class |                |
| 短水路         |        |                |                           |                |
| 50m自由形      | 21秒27 | 2013年12月20日 | Duel in the Pool          |                |
| 100m自由形     | 47秒44 | 2013年12月20日 | Duel in the Pool          |                |